# Текстуриране
Текстурирането е метод за добавяне на детайл, повърхностна текстура или цвят към компютърно генерирана графика или триизмерен модел.
Терминът мулти-текстуриране (Multitexturing) обозначава употребата на повече от една текстура за полигон. Например текстура на светлинна карта би могла да бъде използвана като алтернатива на преизчисляването на светлината всеки път когато повърхността се визуализира. Друга такава техника, известна като Bump mapping, позволява изобразяването на неравни повърхности без геометрично усложняване на триизмерния модел. Тази технология намира приложение в много съвременни компютърни игри.
Начинът по който показваните на екрана пиксели се формират от съответните им тексели (texels) се определя от активния метод на текстурно филтриране (texture filtering).
|  | Тази страница частично или изцяло представлява превод на страницата Texture mapping в Уикипедия на английски. Оригиналният текст, както и този превод, са защитени от Лиценза „Криейтив Комънс – Признание – Споделяне на споделеното“, а за съдържание, създадено преди юни 2009 година – от Лиценза за свободна документация на ГНУ. Прегледайте историята на редакциите на оригиналната страница, както и на преводната страница, за да видите списъка на съавторите. ВАЖНО: Този шаблон се отнася единствено до авторските права върху съдържанието на статията. Добавянето му не отменя изискването да се посочват конкретни източници на твърденията, които да бъдат благонадеждни. |